# Rafaėl' Urazbahtin
Rafaėl' Radikūly Urazbahtin (in kazako Рафаэль Радикұлы Уразбахтин?, in russo Рафаэль Радикович Уразбахтин?, Rafaėl' Radikovič Urazbachtin; Almaty, 20 novembre 1978) è un allenatore di calcio ed ex calciatore kazako, di ruolo attaccante, tecnico del Qairat.

## Statistiche

### Statistiche da allenatore
Statistiche aggiornate al 25 maggio 2025. In grassetto le competizioni vinte.
| Stagione            | Squadra         | Campionato      | Campionato | Campionato | Campionato | Campionato | Coppe nazionali | Coppe nazionali | Coppe nazionali | Coppe nazionali | Coppe nazionali | Coppe continentali | Coppe continentali | Coppe continentali | Coppe continentali | Coppe continentali | Altre coppe | Altre coppe | Altre coppe | Altre coppe | Altre coppe | Totale | Totale | Totale | Totale | % Vittorie | Piazzamento     |
| Stagione            | Squadra         | Comp            | G          | V          | N          | P          | Comp            | G               | V               | N               | P               | Comp               | G                  | V                  | N                  | P                  | Comp        | G           | V           | N           | P           | G      | V      | N      | P      | %          | Piazzamento     |
| ------------------- | --------------- | --------------- | ---------- | ---------- | ---------- | ---------- | --------------- | --------------- | --------------- | --------------- | --------------- | ------------------ | ------------------ | ------------------ | ------------------ | ------------------ | ----------- | ----------- | ----------- | ----------- | ----------- | ------ | ------ | ------ | ------ | ---------- | --------------- |
| mag./set.-nov. 2024 | Qairat          | QPL             | 9          | 7          | 1          | 1          | QK+LK           | 1+2             | 0+2             | 0+0             | 1+0             | -                  | -                  | -                  | -                  | -                  | -           | -           | -           | -           | -           | 12     | 9      | 1      | 2      | 75,00      | Interim, Sub,1° |
| 2025                | Qairat          | QPL             | 20         | 13         | 4          | 3          | QK+LK           | 2+0             | 1+0             | 0+0             | 1+0             | UCL                | 6                  | 3                  | 1                  | 2                  | SK          | 1           | 1           | 0           | 0           | 29     | 18     | 5      | 6      | 62,07      |                 |
| Totale carriera     | Totale carriera | Totale carriera | 29         | 20         | 5          | 4          |                 | 5               | 3               | 0               | 2               |                    | 6                  | 3                  | 1                  | 2                  |             | 1           | 1           | 0           | 0           | 41     | 27     | 6      | 8      | 65,85      |                 |

## Palmarès

### Giocatore

#### Competizioni nazionali
- Birinşi Lïga: 1

Vostok Óskemen: 2010

### Allenatore

#### Competizioni nazionali
- Campionato kazako: 1

Qairat: 2024
- Supercoppa del Kazakistan: 1

Qaırat: 2025